# Перелік кавалерів Хреста Симона Петлюри (С)
Ця сторінка — інформаційний реєстр. Див. також основні статті: Хрест Симона Петлюри та Перелік кавалерів Хреста Симона Петлюри.
В алфавітному порядку представлені всі відомі кавалери Хреста Симона Петлюри, чиї прізвища починаються з літери «С». 
| №  | Фото | Ім'я                                       | Дата народження            | Місце народження                                              | Дата смерті       | Місце смерті                                         | Звання                                    | Підрозділ                                                          | № ордена |
| -- | ---- | ------------------------------------------ | -------------------------- | ------------------------------------------------------------- | ----------------- | ---------------------------------------------------- | ----------------------------------------- | ------------------------------------------------------------------ | -------- |
| 1  |      | Савченко Володимир Павлович                | 14 вересня 1882            | Сквира                                                        | 18 листопада 1957 | США                                                  | Полковник                                 | 1-ша Запорізька дивізія Армії УНР                                  |          |
| 2  |      | Савченко-Більський Володимир Олександрович | 14 липня 1867              | Олишівка, Чернігівська губернія                               | 21 вересня 1955   | Абодант, Франція                                     | Контр-адмірал                             |                                                                    |          |
| 3  |      | Савченко Трохим Архипович                  | 23 липня 1897              | Дмитрівка, Чернігівська губернія                              | 22 листопада 1921 | Базар, Волинська губернія                            | Поручник                                  |                                                                    | 2196     |
| 4  |      | Саєвич Микола                              | 17 грудня 1885             | С. Старий Угринів, Калуський район, Івано-Франківська область | 30 березня 1944   | Краків, Польща                                       | Сотник УГА                                |                                                                    |          |
| 5  |      | Сальський Володимир Петрович               | 4 липня 1885               | Острог, Волинська губернія                                    | 5 жовтня 1940     | Варшава                                              | Генерал-хорунжий                          |                                                                    |          |
| 6  |      | Самохвал Дмитро                            | 26 вересня 1897            | М-ко Ставище Таращанського повіту Київської губернії          | 21 лютого 1989    | Лансфорд, штат Пенсільванія                          | Поручник                                  |                                                                    |          |
| 7  |      | Самутін Петро Зотович                      | 1 серпня 1896              | С. Ташань, Переяслав-Хмельницький район, Київська область     | 14 вересня 1982   | Балтимор, США                                        | Генерал-хорунжий                          | 6-та січова стрілецька дивізія                                     |          |
| 8  |      | Середа Михайло Тимофійович                 | 1887                       |                                                               | 1939              | Каліш                                                | Підполковник                              |                                                                    |          |
| 9  |      | Силін Анатолій Юрійович                    | 27 жовтня 1880             | М. Старокостянтинів, Хмельницька область                      | 21 листопада 1960 | Федеративна Республіка Німеччина                     | Полковник                                 | 8-ма стрілецька бригада 3-ї Залізної стрілецької дивізії Армії УНР |          |
| 10 |      | Силін Володимир Юрійович                   | 30 березня 1891            | М. Старокостянтинів, Хмельницька область                      |                   |                                                      | Підполковник                              | 3-й кінний полк 3-ї Залізної дивізії Армії УНР                     |          |
| 11 |      | Сиротенко Іван Гнатович                    | 1886                       |                                                               | після 1941        |                                                      | капелан Армії УНР                         |                                                                    |          |
| 12 |      | Сікевич Володимир Васильович               | 23 серпня (5 вересня) 1870 | Тараща, Київська губернія                                     | 27 липня 1952     | Торонто, Онтаріо                                     | Генерал-поручник                          | Гайдамацький кіш Слобідської України                               |          |
| 13 |      | Сім'янцев Валентин Іванович                | 11 квітня 1899             | Смт. Великий Бурлук Вовчанський повіт Харківська губернія     | 15 лютого 1992    | Філадельфія                                          | Сотник                                    |                                                                    |          |
| 14 |      | Сім'янцев Олекса Іванович                  | 9 березня 1893             | Смт. Великий Бурлук Вовчанський повіт Харківська губернія     | 21 грудня 1963    | Нью-Арк                                              | Поручник                                  |                                                                    |          |
| 15 |      | Сінклер Володимир Олександрович            | 21 січня 1879              | Маргилан, Ферганська область, Узбекистан                      | 16 березня 1946   | Київ                                                 | Генерал-поручник                          |                                                                    |          |
| 16 |      | Степан Іванович Скрипник                   | 10 квітня 1898             | Полтава                                                       | 11 червня 1993    | Грімбсі, Канада                                      | Хорунжий                                  | 3-тя Залізна дивізія Армії УНР                                     |          |
| 17 |      | Смовський Костянтин Авдійович              | 21 травня 1878             | Станиця Полтавська, Кубань                                    | 8 лютого 1960     | Міннеаполіс, США                                     | Полковник                                 | Гайдамацький кіш Слобідської України                               |          |
| 18 |      | Совенко Василь Володимирович               | 1888                       | Саксагань                                                     |                   |                                                      | Старшина                                  |                                                                    |          |
| 19 |      | Старовійт Микола Михайлович                | 11 грудня 1898             | Григорівка                                                    | 3 березня 1973    | Лос-Анджелес                                         | Поручник                                  |                                                                    |          |
| 20 |      | Стечишин Микола Климентович                | 19 грудня 1890             | С. Возсіятське, Єланецький район, Миколаївська область        | 7 серпня 1977     | Мюнхен                                               | Полковник                                 |                                                                    |          |
| 21 |      | Ступницький Леонід Венедиктович            | 29 травня 1891             | С. Романівка, Житомирська область                             | 5 серпня 1944     | С. Дермань, Здолбунівський район, Рівненська область | Підполковник, Генерал-хорунжий(посмертно) |                                                                    |          |
| 22 |      | Сумароків Павло Федорович                  | 30 травня 1893             |                                                               | 19 травня 1975    |                                                      | Підполковник                              | Полк Чорних запорожців                                             |          |
| 23 |      | Сухін Григорій                             |                            |                                                               | 23 листопада 1927 | Каліш                                                | Хорунжий                                  | Лубенський сердюцький кінно-козачий полк                           |          |
| 24 |      | Сушко Роман Кирилович                      | 9 березня 1894             | Ременів                                                       | 14 січня 1944     | Львів                                                | Полковник                                 |                                                                    |          |